# Sveriges kristna råd
Sveriges kristna råd (SKR) är en samordnande ekumenisk organisation för kristna samfund som är verksamma i Sverige.

## Historia
Sveriges kristna råd bildades den 15 december 1992 för att ersätta Svenska ekumeniska nämnden med en fastare struktur och ett mer aktivt och förpliktande medlemskap.[källa behövs]
Antalet medlemssamfund är 26 (2019), (samt tre observatörer), tillhörande de fyra kyrkofamiljerna (lutherska, katolska, ortodoxa och frikyrkliga).
Som "kyrkorna tillsammans i tro och handling" är Sveriges kristna råd en gemensam resurs för samfunden. Samtidigt stödjer Sveriges kristna råd samfunden i att vara resurser för varandra – i deras arbete med centrala uppgifter som teologisk reflexion, mission/evangelisation, diakoni och socialt ansvar. Sveriges kristna råd har även till uppgift att samla samfunden för att tala med en gemensam röst i viktiga samhällsfrågor genom exempelvis debattartiklar och möten med regeringsrepresentanter. Sveriges kristna råd fungerar också som remissinstans för riksdag och regering då kyrkorna gemensamt ger ett svar inom olika frågor och utredningar.
Ordförandeskapet cirkulerar årligen mellan de fyra kyrkofamiljer som rådet består av - den frikyrkliga, den katolska, den lutherska och den ortodoxa. Ordförande i Sveriges kristna råd för mandatperioden 2022-2023 är Dioscoros Benjamin Atas, Ärkebiskop i den Syrisk-ortodoxa kyrkan. Sedan maj 2021 är Sofia Camnerin generalsekreterare. 
2005 genomförde Sveriges kristna råd en namninsamling för en generösare flyktingpolitik. Namninsamlingen fick namnet Påskuppropet och genererade 157 000 namnunderskrifter. I december 2016 genomfördes Juluppropet för human migrationspolitik som samlade 80 000 namnunderskrifter.

## Medlemssamfund
Följande samfund anger Sveriges kristna råd som medlemssamfund 2018:[källa behövs]

### Frikyrkliga
1. Evangeliska Frikyrkan
2. Equmeniakyrkan
3. Frälsningsarmén
4. Pingst – fria församlingar i samverkan
5. Svenska Alliansmissionen
6. Vineyard Norden

### Katolska
1. Stockholms katolska stift

### Lutherska
1. Estniska evangelisk-lutherska kyrkan
2. Lettlands evangelisk-lutherska kyrka
3. Svenska kyrkan med Evangeliska Fosterlandsstiftelsen
4. Ungerska evangelikala-lutherska kyrkan

### Ortodoxa
Inom SKR räknas de östortodoxa och orientaliskt ortodoxa kyrkorna till samma kyrkofamilj.
1. Armeniska apostoliska kyrkan
2. Bulgarisk-ortodoxa kyrkan
3. Eritreansk-ortodoxa kyrkan
4. Etiopisk-ortodoxa kyrkan
5. Ortodoxa kyrkan i Finland
6. Grekisk-ortodoxa kyrkan i Antiokia
7. Grekisk Ortodoxa metropolitdömet Sverige och Skandinavien
8. Koptisk-ortodoxa kyrkan
9. Makedoniska ortodoxa kyrkan
10. Rysk-ortodoxa kyrkan (Kristi förklarings församling)
11. Moskvapatriarkatet
12. Serbisk-ortodoxa kyrkan
13. Syrisk-ortodoxa ärkestiftet i Skandinavien
14. Österns assyriska kyrka
15. Österns gamla kyrka

### Observatörer
1. Adventistsamfundet
2. Trosrörelsen i Sverige
3. Kväkarna - vännernas samfund

## Tidigare medlemssamfund
- Estniska ortodoxa kyrkan
- Franska reformerta kyrkan
- Fribaptistsamfundet, ingick i bildandet av Helgelseförbundet/Fribaptistsamfundet och senare av Evangeliska Frikyrkan
- Helgelseförbundet, ingick i bildandet av Helgelseförbundet/Fribaptistsamfundet och senare av Evangeliska Frikyrkan
- Metodistkyrkan i Sverige, ingick i bildandet av Equmeniakyrkan
- Rumänsk-ortodoxa kyrkan, begärde utträde hösten 2016[2]
- Svenska Baptistsamfundet, ingick i bildandet av Equmeniakyrkan
- Svenska Missionskyrkan, tidigare Svenska Missionsförbundet, ingick i bildandet av Equmeniakyrkan
- Örebromissionen, ingick i bildandet av Evangeliska Frikyrkan